# Brezovice (miasto Valjevo)
Brezovice (cyr. Брезовице) – wieś w Serbii, w okręgu kolubarskim, w mieście Valjevo. W 2011 roku liczyła 406 mieszkańców.